# Palazzo Du Mesnil
Il palazzo Du Mesnil è un edificio storico di Napoli, situato in via Chiatamone 61 (con ingresso secondario in via Partenope 10), nel quartiere di San Ferdinando. È stato uno degli ultimi palazzi di Napoli a non nascere come condominio, ma come palazzo di rappresentanza di una singola famiglia.

## Storia e descrizione
L'edificio fu progettato dall'architetto francese Alexis Arrougé su commissione dei fratelli di una famiglia baronale di origine belga Ermanno e Oscar Du Mesnil, da cui prende il nome. I fratelli Du Mesnil, imprenditori e urbanisti, realizzarono per conto del Comune di Napoli la colmata a mare che estese la terraferma della città da Mergellina all'attuale Borgo Santa Lucia, ottenendo in cambio la concessione a edificare sui nuovi suoli. La maggior parte degli edifici che attualmente si vedono a via Partenope, viale Gramsci e via Caracciolo furono progettati da Oscar Du Mesnil, a cui si deve anche questo palazzo che divenne la sontuosa dimora di famiglia. Costruito negli anni '70 del XIX secolo, il palazzo era inizialmente limitato al piano terra, al primo e al secondo piano; agli inizi del nuovo secolo furono costruiti gli altri due piani rispettando il disegno e i materiali dell'originaria facciata.
L'Università "L'Orientale", in cerca di nuovi spazi per le proprie strutture, acquistò l'edificio nel 2000. Vi trasferì quindi i locali del Rettorato, adibendo le altre sale a rappresentanza. Al palazzo Du Mesnil si tengono oggi le cerimonie di lauree honoris causa dell'Orientale e le sedute del senato accademico e del consiglio di amministrazione. Ospita inoltre l'archivio storico dell'Ateneo in prospettiva di adibirlo a biblioteca.
Gli interni, di notevole raffinatezza, furono sottoposti a vincolo della Soprintendenza per i Beni Artistici nel 1989. In molte sale si conservano soffitti a cassettoni e affreschi di pregio (parte di questi ultimi vennero realizzati da Paolo Vetri e Joseph Mazerolle). Nel 2008 è stato completato il restauro della facciata su via Partenope, per motivi di sicurezza dovuti alla caduta di calcinacci.
Nel 2012 è stato inaugurato il Museo Orientale Umberto Scerrato, occupante l'intero piano terra del palazzo.